# 10 on Ten
Pour plus de détails, voir Fiche technique et Distribution.
10 on Ten est un film documentaire iranien sorti en 2004, réalisé et écrit par Abbas Kiarostami.
En observant son propre art, Abbas Kiarostami s'interroge sur ses techniques de réalisation et comment il a filmé certaines scènes dans Ten, en 2001.

## Synopsis
Abbas Kiarostami reprend le dispositif de son film Ten sorti en 2002 : une voiture circulait dans les rues de Téhéran, avec deux caméras fixées sur le tableau de bord, une filmant la conductrice et l'autre filmant le passager. Dans 10 on Ten, une seule caméra filme le conducteur qui se trouve être Kiarostami lui-même. En roulant au travers de la campagne iranienne, il évoque devant le spectateur la réalisation de Ten. Ceci est le point de départ d'une réflexion plus générale sur le processus de création du réalisateur, son rapport au documentaire, au sujet filmé, aux caméras numériques et à l'industrie du cinéma.

## Fiche technique
- Titre : 10 on Ten
- Réalisation : Abbas Kiarostami
- Scénario : Abbas Kiarostami
- Production : MK2
- Pays d'origine :  Iran
- Langue : persan - anglais
- Format : couleur - Son : stéréo
- Genre : Documentaire
- Durée : 88 minutes
- Date de sortie : 2004

## Distribution
- Abbas Kiarostami : lui-même

## Autour du film
- En utilisant le voyage en voiture pour disserter sur son processus de création, Kiarostami s'inspire de son expérience quotidienne, comme il l'explique lui-même :

« J'ai constaté un jour à quel point je passais en voiture non seulement du temps, mais des moments importants. J'y ai en fait une vie intérieure beaucoup plus intense que dans ma maison, où je suis sans cesse en mouvement. Je n'ai pas le temps de méditer chez moi. Mais, une fois que vous êtes dans une voiture, avec ou sans ceinture, vous restez statique. Personne ne nous dérange. [...] C'est mon seul bureau possible, une pièce très intime, comme une petite maison, où l'on ne trouve rien de superflu [...]. C'est la meilleure place que je connaisse pour regarder et pour réfléchir. »

La voiture est d'ailleurs de manière générale très utilisée dans les films du réalisateur, à tel point que le chercheur Alain Bergala le considère comme l'inventeur du "dispositif voiture".